# Servilleta de papel
La servilleta de papel es un producto de un solo uso elaborado con hojas de papel absorbente. 

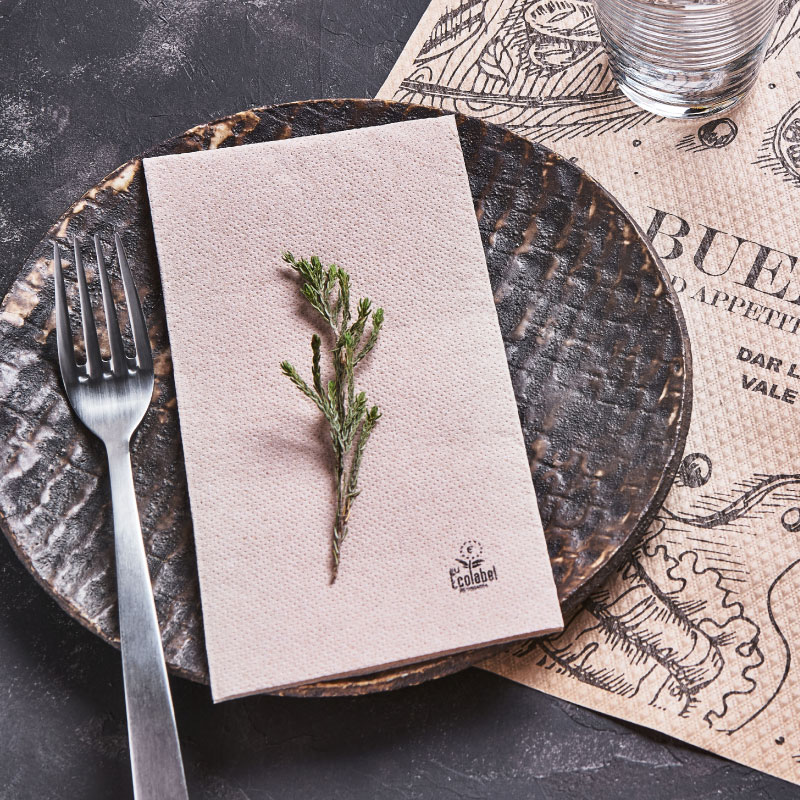
Servilletas-de-papel-40x40-punta-punta-plegado-1-octavo

## Características
Cumple generalmente las mismas funciones que las servilletas convencionales de tela utilizándose para limpiarse la boca y las manos durante la comida. Las servilletas se dejan sobre la mesa cerca de los platos, o en servilleteros, para que los comensales se sirvan. 
Las servilletas o toallas de papel se emplean además como elementos higiénicos para secar superficies mojadas o húmedas, secar las manos mojadas, secar algunos alimentos, etc. fueron inventadas en el año 1907 por el ingeniero Arthur Scott. Pues no es probable que fuera el 1907, ni que fuera ese señor, puesto que se habla de esas servilletas en el libro de la escritora Louisa May Alcott, "An old-fashioned girl", editado en1869 [libro en Archive.org, publicado con Google, pag. 267, línea 14 <...my brown-paper napkins...>]
También se emplean para el consumo de algunos alimentos que se suelen comer sin usar cubertería ni platos como por ejemplo bizcochos, bollería, empanadas, etc.; generalmente en establecimientos públicos por cuestiones de higiene (para no tocar directamente el alimento con las manos). 
Actualmente existen muchos fabricantes de servilletas de papel por todo el mundo. Se fabrican de varias calidades, colores y tamaños. Siempre que hablamos de tamaños lo hacemos en centímetros y con la servilleta abierta. Para conocer el tamaño que tiene la servilleta cerrada hay que dividirlo por la mitad. Por ejemplo: una servilleta de 20x20 (tamaño abierta) medirá 10x10cm. cuando se nos presente dentro de su envoltorio. Los principales tamaños son los siguientes de menor a mayor:

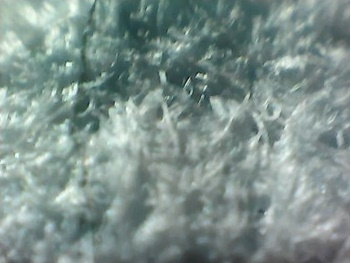
Servilleta vista en microscopio.

20x20 suele utilizarse para cocteles y aperitivos. También se utiliza como posavasos por sus dimensiones. Ésta servilleta es la que más confusiones causa por su tamaño, ya que habitualmente se la confunde con la 40x40, ya que esta última plegada mide 20x20. Son servilletas completamente distintas y salta a la vista pues la de la servilleta 40x40 podríamos sacar 4 servilletas 20x20. Es muy recomendable hablar de tamaño abierto o cerrado para evitar confusiones.
24x24 es un tamaño poco utilizado en España. Otros países como Francia y Alemania usan esta en lugar de la 20x20.
30x30 normalmente se utiliza para comidas no muy grasientas como almuerzos y meriendas.
33x33 esta servilleta está más indicada para comidas de mediodía por ser un tamaño estándar mediano.
40x40 este tamaño se utiliza mayoritariamente en cenas. Es una servilleta grande y suele tener mayor diversidad de colores y calidades que todas las demás.

## Calidades
En cuanto a las calidades, las más utilizadas en España son:
Celulosa de 1 capa: La más barata y económica. En algunos tamaños no se fabrica y sus colores son limitados.
Celulosa de 2 capas: Es la más utilizada por ser absorbente y tener un cuerpo aceptable. 
Según su modo de fabricación se consiguen diferentes acabados que afectan a la calidad de la servilleta como a su textura:
- Punta Punta: La manera de fabricar esta servilleta es mediante un tratamiento en la que se unen las 2 capas de celulosa mediante una cola. Después se gofra, consiguiendo así una mayor consistencia y una imagen y textura de puntos muy unidos entre sí.
- Micropunto: Para su fabricación se utiliza el mismo proceso que el formato Punta Punta, pero en este caso no se utiliza cola entre capas. Éstas se une únicamente mediante el gofrado mediante puntos muy unidos.

Celulosa de 3 capas: Prácticamente idéntica a la de 2 capas pero con una capa más. Lógicamente tiene más cuerpo y es más resistente.